# Мусин, Альберт Вакилович
Альберт Вакилович Мусин (род. 25 сентября 1967 год, Стерлитамак) — старший тренер-преподаватель по биатлону, тренер высшей категории, заслуженный деятель физической культуры и спорта ХМАО-Югры, отличник физической культуры и спорта.
Первый тренер по биатлону олимпийской чемпионки Дарьи Домрачевой.

## Биография
Альберт Мусин родился 25 сентября 1967 года в городе Стерлитамак Республики Башкортостан. До 24 лет занимался лыжными гонками. Высшее образование получил в Стерлитамакском физкультурном техникуме по специальности «преподаватель физической культуры» в 1986 году. Выполнил норматив кандидата в мастера спорта по лыжным гонкам на соревновании «Кубок Урала» в Первоуральске.
В 1992 году завершил свою спортивную карьеру и переехал жить в город Нягань.
С 1999 по 2001 год учился в Тюменском государственном университете по специальности социальный педагог-психолог. «Отличник физической культуры и спорта», заслуженный деятель физической культуры и спорта ХМАО-Югры.
Альберт Мусин был первым биатлонным тренером олимпийской чемпионки Дарьи Домрачевой в период с 1997 по 2004 год, до тех пор, пока семья Дарьи не уехала жить в Беларусь. Альберт Мусин получил 90 тысяч долларов за олимпийские победы Домрачевой, часть денег он передал Андрею Дорошенко — первому лыжному тренеру Домрачевой. Дарья Домрачева заявляла, что именно первые тренеры дали ей хороший толчок в спорте и научили всему.
Среди учеников тренера Мусина: Илья Попов, Дмитрий Иванов.